# Pierre des Trois Comtés
La « pierre des Trois Comtés » (en anglais : Three Shire Stone) est une borne frontière du nord-ouest de l'Angleterre, en Cumbria.
Elle marque la frontière entre les comtés historiques du Lancashire, de Cumberland et de Westmorland. Le point est dans la région montagneuse de Lake District au col Wrynose (en).
La borne, érigée en 1860, est un monolithe de calcaire avec les noms des comtés inscrits. Elle a été endommagée en 2017 et est en cours de réparation.